# 扎斯塔瓦M76狙擊步槍
扎斯塔瓦M76（塞爾維亞語：Застава М76）是一款由南斯拉夫扎斯塔瓦武器研製和生產的半自動狙擊步槍，發射7.92×57毫米毛瑟彈。

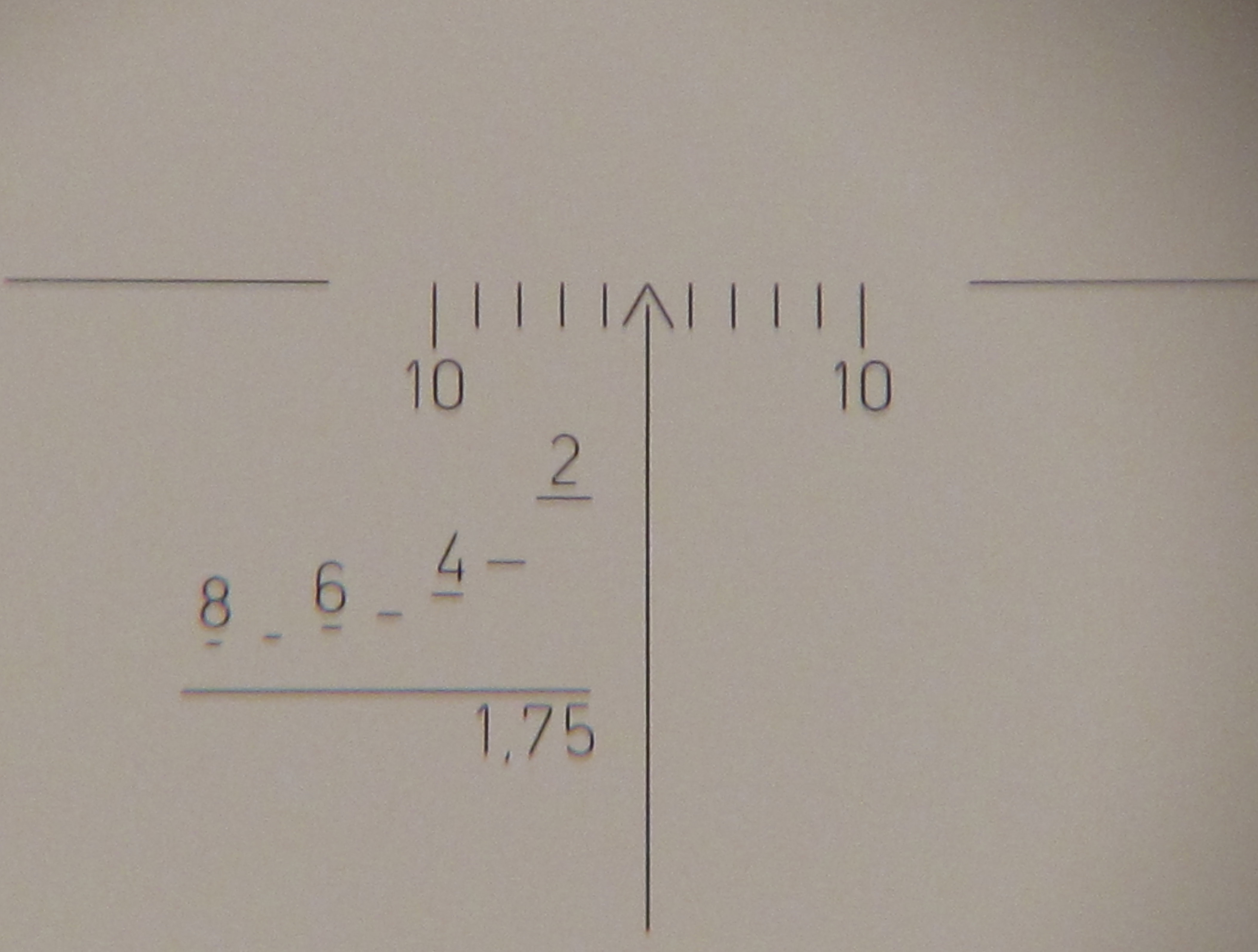
M76使用的ZRAK ON-M76 4x 5°10’瞄準鏡

## 歷史
M76是於1970年代中期由扎斯塔瓦武器推出，並在不久之後就成為了南斯拉夫人民軍的制式狙擊步槍。其擔任的角色與蘇聯的SVD相似，兩者均是以向步兵排提供特等射手能力為目標。在1990年代的南斯拉夫內戰當中，M76被多個陣營所使用。不論在克羅地亞、波斯尼亞或科索沃的戰場當中都能找到此槍的蹤影。現在於塞爾維亞軍隊當中，M76已逐步地被更先進並發射7.62×54毫米俄羅斯槍彈的扎斯塔瓦M91所取代。而部份前南斯拉夫地區則繼續採用。
另外，M76也曾出口到外國，而北韓更獲許在當地授權生產，並列裝朝鮮人民軍。

## 設計
M76在設計概念上類似於SVD，兩者均是使用10發彈匣和高功率步槍子彈的半自動步槍。然而，M76在內部構造和造型方面則與卡拉什尼科夫自動步槍較為相似，並類似於羅馬尼亞的PSL。正是因為它採用了AK樣式的設計所以被證明是簡單和可靠的，並與其他扎斯塔瓦武器的AK衍生物一樣，都是屬於品質較高的產品。
在口徑方面M76與AK和SVD不同，它發射威力較大的7.92×57毫米毛瑟彈。
M76槍口上裝有消焰器，槍管下有刺刀座。除採用普通機械瞄準具外，還裝有放大率4倍的光學瞄準鏡

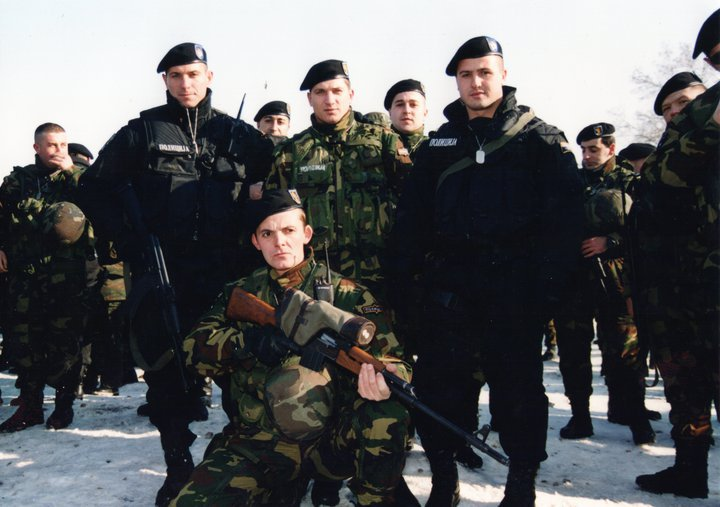
馬其頓特警裝備的M76

## 使用國
- 柬埔寨
- 賽普勒斯
- 伊拉克
- 科索沃
- 蒙特內哥羅
- 北馬其頓
- 塞族共和國
- 沙烏地阿拉伯
- 塞爾維亞
- 斯洛維尼亞

### 前使用國
- 南斯拉夫

## 流行文化

### 电子游戏
- 少女前线：于2019年12月作为签到枪械战术人形加入游戏。

## 另見
- 扎斯塔瓦M70
- 扎斯塔瓦M93“黑箭”
- AK
- SVD
- 扎斯塔瓦M91
- PSL

## 外部連結
- 扎斯塔瓦武器官網
- Sniper Central: Yugoslavia M-76
- Modern Firearms - Zastava M76 sniper rifle (Yugoslavia) （页面存档备份，存于）
- www.snipercountry.de Scharfschützengewehr M76 （德文）